# هیئت علمی در ایران
هیئت علمی در ایران به دو دستهٔ هیئت علمی آموزشی و هیئت علمی پژوهشی تقسیم‌بندی می‌شود. اعضای هیئت علمی در ایران می‌توانند بابت راهنمایی و مشاوره پایان‌نامه‌های دانشجویی در مقاطع مختلف دریافتی‌هایی داشته باشند.

## وضعیت و پایگاه اجتماعی‌ها هیئت علمی بودن در ایران
در ایران، در دوره‌های مختلف مجلس شمار قابل توجهی از نمایندگان اعضای هیئت علمی دانشگاه‌ها بوده‌اند، و در حال حاضر (اردیبهشت ۱۳۹۸) نیز، حدودِ ۸۰ نفر از نمایندگان عضو هیئت علمی دانشگاه‌ها هستند.

## وضعیت رضایت شغلی در ایران
اعضای هیئت علمی دانشگاه‌ها از جمله راضی‌ترین حقوق بگیران دولتند و چرا با همه تلاطمی که گاه دانشگاه‌ها، و کلیت جامعهٔ ایرانی را در برمی‌گیرد، آنها وضعیت اقتصادی خود را از دست نمی‌دهند و تأثیرات چندانی و مزاحمتی برای «اساتید» دانشگاه در تغییرات سیاسی و اجتماعی ایجاد نمی‌گردد. و البته وضعیت فعلی ایران بر همه تاثیر گذاشته است

## عضو هیئت علمی آموزشی
عضو هیئت علمی آموزشی، علاوه بر امور پژوهشی، موظف است ساعاتی در هفته را (بین ۱۰ تا ۱۶ ساعت، بسته به مرتبهٔ علمی و بعضی معیارهای دیگر) به امور آموزشی بپردازد.

## عضو هیئت علمی پژوهشی
عضو هیئت علمی پژوهشی، به‌صورت موظف تدریس انجام نمی‌دهد و به امور پژوهشیِ صِرف می‌پردازد، که در پژوهشگاه‌ها بسیار رایج است.

## حقوق اعضای هیئت علمی
کف دریافتی اعضای هیئت علمی غالباً دو برابر کف دریافتی دیگر کارمندان دولت است و نیز این کف دریافتی تقریباً با بالاترین رقم سقف دریافتی تقریباً بین ۹۰ درصد کارمندان دولت برابر است.
سقف حقوق هیئت علمی‌ها در ایران نیز بالاتر از میزان حقوق مصوب قانون مدیریت خدمات کشوری است؛ چراکه اعضای هیئت علمی دانشگاه‌ها از جمله حقوق‌بگیرانی هستند که در ماده ۱۱۷ همین قانون به‌نحوی از شمول آن مستثنی شده‌اند؛ و باید در نظر داشت که اعضای هیئت علمی می‌توانند بابت راهنمایی و مشاوره پایان‌نامه‌های دانشجویی در مقاطع مختلف نیز دریافتی‌های مجزایی داشته باشند.